# Chevrolet Tavera

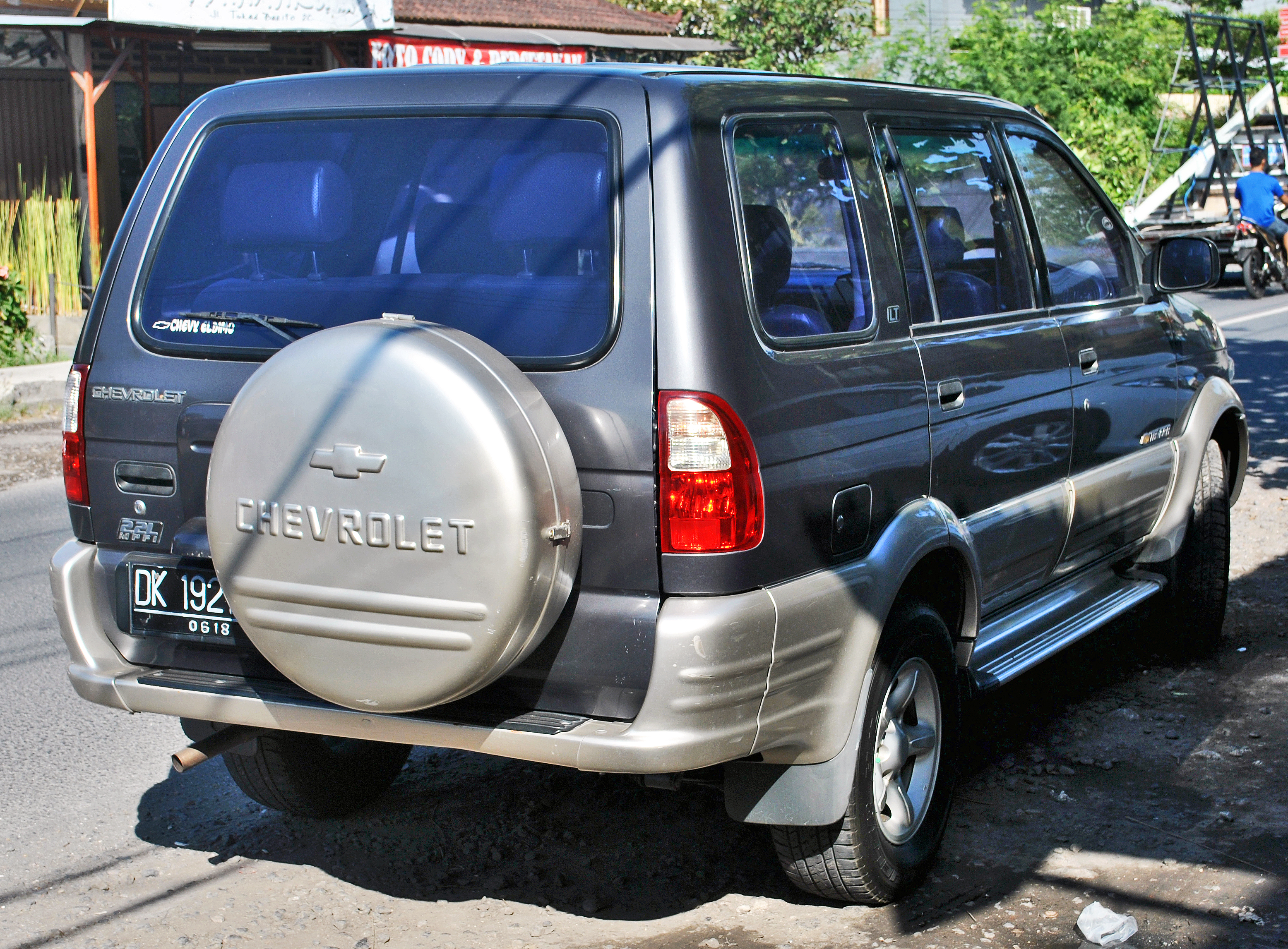
Heckansicht

Der Chevrolet Tavera ist ein 2004 eingeführtes MPV, das in Lizenz des japanischen Automobilherstellers Isuzu Motors in Indonesien und Indien (bis 2017) von General Motors als Chevrolet hergestellt wurde. Entwickelt wurde das Modell ausschließlich für den südostasiatischen Markt, auf dem das Modell angeboten wird. Schwestermodell des Tavera ist der Isuzu Panther, der auf einigen Märkten auch als Isuzu AUV, Isuzu HiLander und Isuzu Crosswind bekannt ist. Als Motorisierung standen ein 2,2-l-Ottomotor mit 84 kW (114 PS), ein 2,5-l-Dieselmotor mit Direkteinspritzung, Turboaufladung und einer maximalen Leistung von anfangs 59 kW (80 PS), später 57 kW (78 PS) und ein 2,0-l-Dieselmotor mit Direkteinspritzung und Turboaufladung und einer maximalen Leistung von 78 kW (106 PS) zur Auswahl.  
Das Konzept mit 8 bis 9 Sitzen war erfolgreich am Markt für Sammeltaxis. Die höherausgestattete Business-Version trägt den Namen Tavera Neo. In der Reklame warb Chevrolet Mitte der 2000er Jahre mit dem Slogan „an Indian revolution“ (zu deutsch: eine indische Revolution). Zu dieser Zeit wurde das Fahrzeug mit einer der Abgasnorm Bharat Stage III (abgekürzt: BS III, entspricht Euro 3), die ab April 2005 in 13 Metropolregionen und ab April 2010 in ganz Indien in Kraft trat und den dazugehörigen ECE-Vorschriften entsprechenden Abgasnachbehandlung angeboten. Fahrzeuge die der BS-IV-Vorschrift genügten bot General Motors ab 2016 an,
Ein Facelift und eine Überarbeitung der Innenausstattung erfolgten im Jahr 2009 ließ eine zweite Serie entstehen. So prägen das neuere Modell Velours-Polster, eine neue Instrumententafel und ein neuer Chrom-Grill. Er stand nun in zwei Modellvarianten zur Auswahl. Die alte Serie wurde ebenfalls weitergebaut. 2012 erfolgte ein weiteres Facelift.